# Fiumedinisi
Fiumedinisi est une commune italienne d'environ 1 500 habitants située dans la province de Messine dans la région Sicile en Italie.

## Administration
| Période                                  | Période | Identité | Étiquette | Qualité |
| ---------------------------------------- | ------- | -------- | --------- | ------- |
|                                          |         |          |           |         |
| Les données manquantes sont à compléter. |         |          |           |         |

### Communes limitrophes
Alì, Alì Terme, Itala, Mandanici, Messine, Monforte San Giorgio, Nizza di Sicilia, Roccalumera, San Pier Niceto, Santa Lucia del Mela.